# Okanagan-Nord
Pour les articles homonymes, voir Okanagan (homonymie).
Okanagan-Nord est une ancienne circonscription électorale fédérale de la Colombie-Britannique, représentée de 1979 à 1988.
La circonscription de Okanagan-Nord apparait en 1976 avec des parties de Kamloops—Cariboo, d'Okanagan Boundary et d'Okanagan—Kootenay. Abolie en 1987, elle est redistribuée parmi Okanagan-Centre et Okanagan—Shuswap.

## Géographie
En 1976, la circonscription d'Okanagan-Nord comprenait:
- Le district régional de North Okanagan
- Une partie du district régional de Central Okanagan

## Députés
1. 1979-1980 — George Whittaker, PC
2. 1980-1988 — Vincent Dantzer, PC

- PC = Parti progressiste-conservateur